# コロンビア郡 (オレゴン州)
コロンビア郡（英: Columbia County）は、アメリカ合衆国オレゴン州の郡。名称は、郡の東端と北端を形成するコロンビア川に由来する。人口は5万2589人（2020年）。郡庁所在地はセントヘレンズ。

## 歴史
先住民族であるチヌーク族とクラッツカニー族は、1792年のコロンビア・レディヴィヴァ号船長のロバート・グレイの到着以前、数世紀に渡ってこの地域に暮らしていた。ルイス・クラーク探検隊は1805年末、コロンビア川に沿って現在のコロンビア郡の地域に訪れ一時滞在し、1806年に再び旅路に戻った。
コロンビア郡は1854年にワシントン郡の北半分から分離して成立した。当初はミルトンに郡庁が置かれていたが、1857年にセントヘレンズに移った。

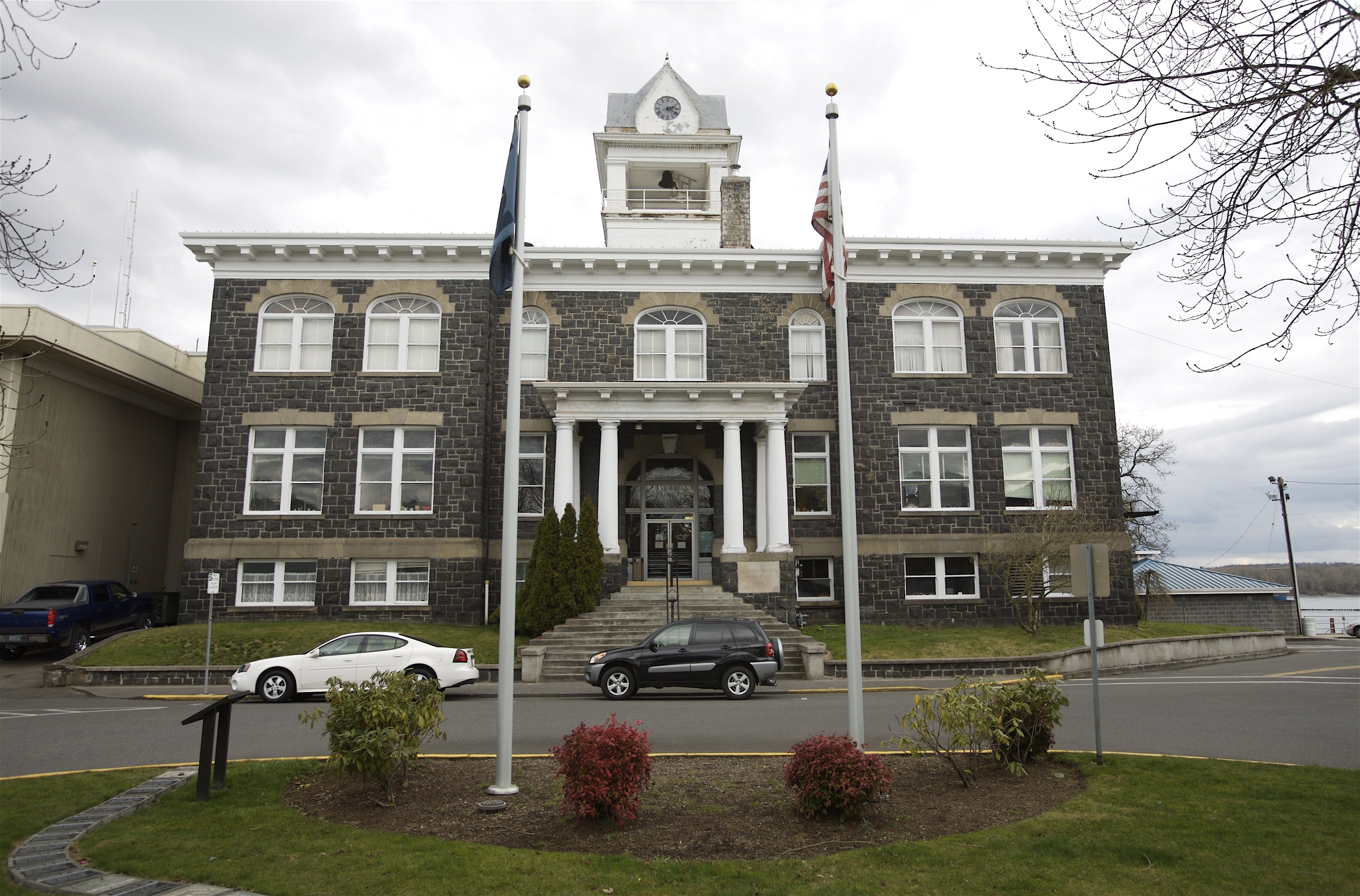
セント・ヘレンズ市にあるコロンビア郡庁舎

## 経済
主要産業は木材生産、製紙、貿易、建築、園芸である。かつては老齢の森林が広がる地域で、多くの初期の入植者達を魅了したが、この森林は1950年代までに全て伐採されてしまった。現在は、二次林が現地の材木や製紙の原材料として機能している。郡の労働力の約半分は郡外に通勤しており、その中の殆どは近郊のポートランド都市圏まで通勤している。

## 地理
アメリカ合衆国国勢調査局によれば、コロンビア郡の総面積 1,783 km² (688 mi²) の内、 1,701 km² (657 mi²) が陸地、4.59% にあたる 82 km² (32 mi²) が水地である。

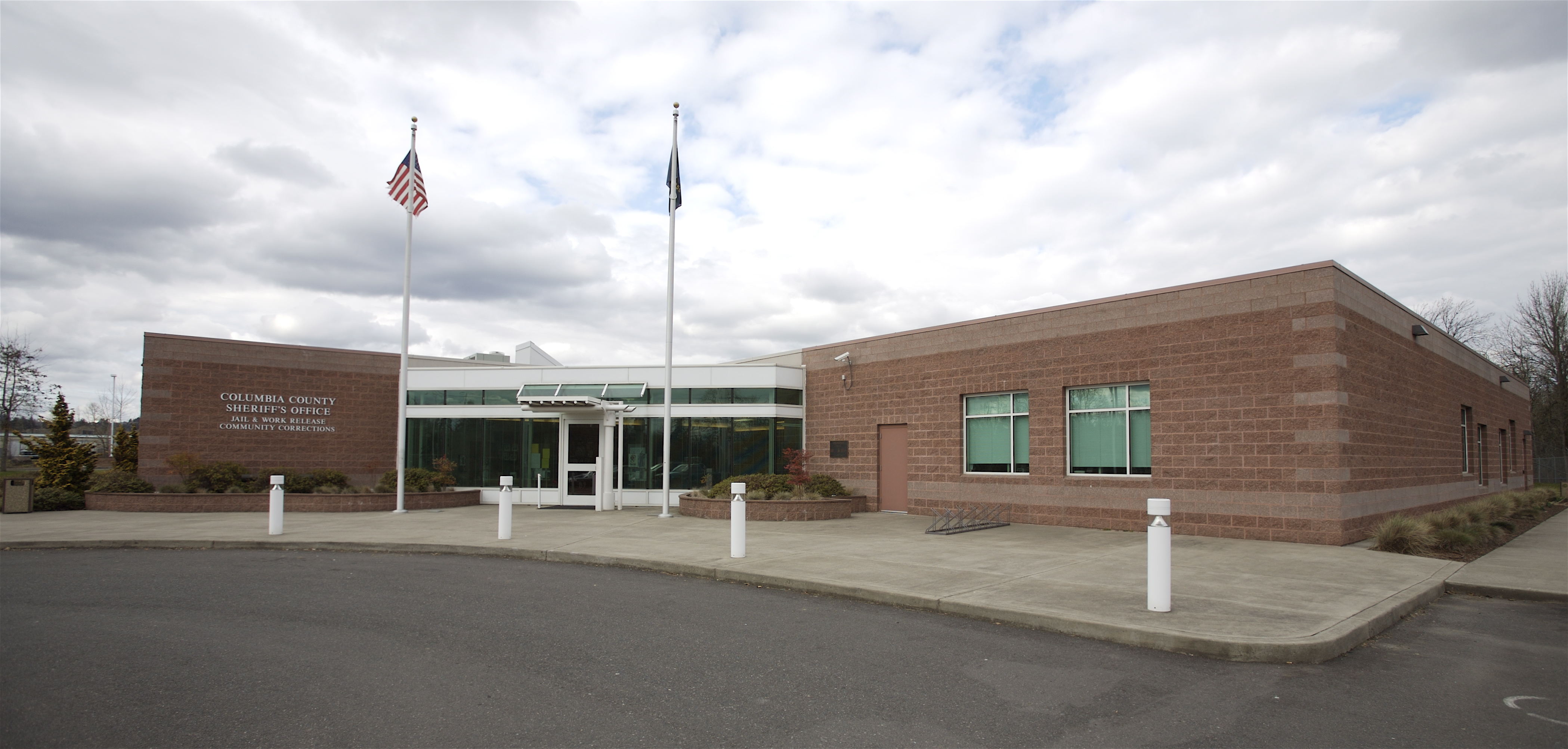
コロンビア郡保安官事務所

### 隣接郡
- オレゴン州クラトソップ郡 - 西
- オレゴン州ワシントン郡 - 南
- オレゴン州マルトノマ郡 - 南東
- ワシントン州クラーク郡 - 東
- ワシントン州カウリッツ郡 - 東、北
- ワシントン州ワカイアカム郡 - 北西

## 都市と町
| - セントヘレンズ（郡庁所在地） - クラッツカニー - コロンビアシティ - プレスコット | - レーニア - スカプース - ヴァーノニア |

### 未編入共同体
| - アルストン - エイピアリー - バーケンフェルド - チャップマン - ディア・アイランド | - デレナ - ファーン・ヒル - ゴーブル - リンバーグ - マーシュランド | - メイガー - ミルトン - ミスト - ナタル - ニアシティ | - ピッツバーグ - クインシー - リバーサイド - シロー・ベイスン - スウィードタウン | - トレンホルム - トレハーン - ウォレン - ウッドセン - ヤンクトン |